# Distrito de Pachaconas
El distrito de Pachaconas es uno de los siete que conforman la provincia de Antabamba en el departamento de Apurímac en el sur del Perú.
El distrito tiene una orografía accidentada "cual papel arrugado" según Antonio Raimondi. Sin embargo posee una buena agricultura en sus diferentes pisos ecológicos interandinos. Actualmente más del 80% de su población se dedica a la minería artesanal e informal, producción de chuño. En cuanto a la ganadería, es ideal para la producción de llama, alpacas, ovejas, ganado vacuno, etc.
Las fiestas en Pachaconas se llevan a cabo en el mes de junio, parecido al "Yawar fiesta", los toros bajan de lo más alto de la montaña, el pachaconeño baja sobre caballos  al lado del tropel de toros dirigiendolos hacia el ruedo , los encargados de hacer esto son los organizadores de la fiesta, los que reciben el "cargo" usan capas de colores y diversos adornos, tradición que se concerva aún a través de los años.
Uno de los grupos musicales más emblemáticos es el "conjunto pachaconas", se cuenta que antigüamente se hallaban haciendas dominantes en la zona, los que se encargaban de ofrecer al pueblo construcciones como el de la iglesia, dar comida a los pobladores y cuidar de los frutos de la zona.
Desde el punto de vista jerárquico de la Iglesia católica forma parte de la Diócesis de Abancay la cual, a su vez, pertenece a la Arquidiócesis de Cusco.

## Historia
El distrito fue creado mediante Ley s/n del 20 de agosto de 1872, en el gobierno del Presidente Manuel Pardo y Lavalle.

## Geografía
El distrito de Pachaconas se encuentra ubicado en los Andes Centrales a 3 849 m s. n. m. Su superficie es de 226.73 km² y tenía una población estimada de 1112 habitantes en 2005.

## Centros poblados
- Huancaray
- Palcayño
- Milpu
- Chircahuay
- Chancara.
- Pomaccocha

## Autoridades
Alcalde periodo 2023-2026 Juan Faustino Sánchez Salas 

### Municipales
•2023-2026
,•Juan Faustino Sánchez Salas
- 2011-2014[3]
  - Alcalde: Claudio Augusto Flores Amado, Movimiento Popular Kallpa.
  - Regidores: Máximo Salas Luna (Kallpa), Ceferino Tapia Calla (Kallpa), Nancy Llicahua Tapia (Kallpa), Arístides Castañeda Fernández (Kallpa), Ever Villarroel Manuel (Todas Las Sangres).
- 2007-2010
  - Alcalde: Edison Ortega Campana.

## Festividades
- Virgen de la Candelaria.
- San Juan Bautista.
- San Miguel Arcángel.
- Navidad